# Rainbow Springs (Floride)
Rainbow Springs est une census-designated place du comté de Marion, dans l'État de Floride, aux États-Unis. En 2020, elle compte une population de 5 091 habitants.